# Juan Velasco Alvarado
Juan Francisco Velasco Alvarado (Castilla, Piura, 16 de junio de 1910-Lima, 24 de diciembre de 1977) fue un militar y político peruano quien siendo jefe del Comando Conjunto de las Fuerzas Armadas, dirigió y ejecutó el golpe de Estado del 3 de octubre de 1968, con el cual derrocó al presidente Fernando Belaúnde Terry y logró ejercer el poder absoluto hasta 1975 durante el llamado Gobierno Revolucionario de la Fuerza Armada.
Proveniente de una familia de clase trabajadora de Piura, estudió en el Colegio San Miguel de dicha ciudad. En 1929 se trasladó a Lima para sentar plaza como soldado y, al año siguiente ingresó a la Escuela Militar de Chorrillos de donde egresó en 1934 como subteniente de infantería. Poco a poco fue ascendiendo en los diversos grados de la carrera militar, al tiempo que desempeñaba cargos propios de la vida profesional. Fue director de la Escuela Militar, jefe de Estado Mayor de la IV División del Centro de Instrucción Militar del Perú, comandante general de la II División Ligera en 1960, y luego de la I Región Militar en 1964. Ascendido a general de división en 1965, fue nombrado inspector general del Ejército; luego fue nombrado Jefe del Estado Mayor en 1966, comandante general del Ejército en 1967 y jefe del Comando Conjunto en 1968. En esta situación y junto con los comandantes generales de las otras armas, constituyó una Junta Revolucionaria que derrocó al presidente Fernando Belaúnde Terry el 3 de octubre de 1968, siendo él designado como Presidente de la República.
Su labor al frente del gobierno se distinguió por una serie de cambios y reformas estructurales que implementó en el país, autodenominada  la "Revolución peruana". El 9 de octubre de 1968, expropió la refinería de Talara operada de la International Petroleum Company, empresa trasnacional a la que expulsó del país, poniendo así fin al largo litigio de La Brea y Pariñas. El 24 de junio de 1969 dio la Ley de la Reforma Agraria, que buscaba un reparto equitativo de la tierra, la distribución racional del agua y la elevación de la dignidad de los campesinos. Además del petróleo, nacionalizó los demás recursos básicos del país: los yacimientos mineros (Cerro de Pasco, Marcona, Quellaveco y Michiquillay); y la industria pesquera. Puso bajo control directo del Estado la banca, las telecomunicaciones y los diarios. Hizo una amplia reforma educativa, que incluyó declarar al idioma quechua como lengua oficial, entre otros cambios estructurales para adecuar al país a la coyuntura del mundo. En el aspecto internacional, entabló relaciones con los países del bloque socialista, participó en el Grupo de los 77 o de los países en vías de desarrollo y se declaró antiimperialista.
El gran costo que trajeron consigo las reformas estructurales, así como la crisis del petróleo de 1973, desataron en el país una crisis económica. Se incrementó la inflación y aumentó el costo de vida, lo que trajo consigo el malestar social, cuyo momento más tenso fue el llamado Limazo de 5 de febrero de 1975. Desde 1973 Velasco estuvo delicado de salud, debiendo sufrir la amputación de una pierna, pese a lo cual siguió gobernando hasta que fue relevado del gobierno el 29 de agosto de 1975, tras el golpe de Estado del general Francisco Morales Bermúdez Cerruti. Su salud se agravó en 1977, acabando por fallecer a fines de ese mismo año. Su entierro fue multitudinario.

## Infancia y juventud
Fue hijo de Manuel José Velasco Gallo y de Clara Luz Alvarado Zevallos. Nació en el pueblo de Tacalá, en el distrito de Castilla de la provincia de Piura, el 16 de junio de 1910. Provenía de una familia de clase trabajadora. Su padre era sanitario, y su madre vendía chicha para solventar los gastos del hogar, ya que en total eran once hermanos.
Cursó estudios escolares primarios en el Centro Escolar N.º 21 (1918-1922) y secundarios en el Colegio San Miguel (1923-1927), ambos de la ciudad de Piura. Terminados sus estudios escolares, decidió seguir la carrera militar, pero al no contar con recursos para trasladarse a Lima, demoró meses en partir, hasta que se embarcó de polizón en el barco chileno Imperio que se hallaba acoderado en el puerto de Paita.

## Carrera militar
En 1929, a los 18 años, llegó a Lima cuando ya se había realizado el concurso de admisión a la Escuela de Cadetes de la Escuela Militar de Chorrillos de ese año. Decidió entonces incorporarse al ejército como recluta, el 5 de abril de 1929. Pudo ingresar al ejército gracias a la intercesión del capitán Félix Huamán Izquierdo, su paisano. Asistió luego a la Escuela Militar de oficiales, de donde egresó el 1 de febrero de 1934, con el grado de subteniente de infantería. Obtuvo el primer puesto de su promoción (llamada Huáscar), pero la espada de honor la ganó su compañero Enrique López Velasco, del arma de ingeniería.
En 1935 fue nombrado instructor de la Escuela de Clases. En 1937, ascendió a teniente. En 1939, pasó a ser instructor de la Escuela de Cadetes. En 1940, ascendió a capitán y fue destacado a la División de la Selva, pero retornó a Lima en 1941, para servir como instructor en la Escuela de Oficiales.
Pasó a cursar en la Escuela Superior de Guerra (1944), donde más tarde fue profesor de Infantería, Táctica y Estado Mayor (1946). En 1945, ascendió a mayor y en 1946 fue diplomado como oficial de Estado Mayor. En 1949, ascendió a teniente coronel y en 1952, pasó a dirigir la Escuela Militar donde hizo varias reformas, adecuando su reglamento al avance del arte bélico.
En 1953, pasó a comandar un batallón de infantería de la División de la Selva, hasta 1954. Al año siguiente ascendió a coronel. Luego pasó a ser Director de la Escuela de Infantería y jefe de Estado Mayor de la IV División del Centro de Instrucción Militar del Perú (1955-1958).
En 1959, bajo el segundo gobierno de Manuel Prado Ugarteche, fue ascendido a General de Brigada. Su ascenso se dio por intercesión directa del presidente, ya que había sido “baloteado” (descalificado) por el entonces ministro de Guerra, Alejandro Cuadra Ravines. Fue nombrado director general de Tiro y comandante general de la II División Ligera, cargo que ejerció de 1960 a 1961.
En 1962, pasó a ser agregado militar en la Embajada del Perú en París, Francia y, ya de retorno, fue nombrado jefe de Estado Mayor de la I Región Militar (1964). En 1965, ascendió a General de División. En enero de 1968, bajo el primer gobierno de Fernando Belaúnde Terry, asumió la Comandancia General del Ejército y la presidencia del Comando Conjunto de las Fuerzas Armadas del Perú. El ejercicio de estas dos funciones impidió que el presidente Belaunde lo nombrara ministro de Guerra en su último gabinete que juró el 3 de octubre de 1968. El que asumió entonces el ministerio de Guerra fue el general Roberto Dianderas.
En Chincha, conoció a la que sería su esposa, Consuelo Gonzales Posada (hermana de Luis Gonzales Posada), que por entonces era una activista aprista. De esta unión nacieron: Teresa Consuelo, María Elena, Francisco Javier y Juan Mario.

### Plan de salvación nacional contra el gobierno de Belaúnde
Desde la Comandancia General del Ejército y la presidencia del Comando Conjunto, empezó a preparar el plan de salvación nacional contra el gobierno democrático de Belaúnde, que era permanentemente saboteado desde el Congreso por el APRA y el odriísmo aliados. Entre los oficiales que secundaron a Velasco destacaban cuatro coroneles: Rafael Hoyos Rubio, Jorge Fernández-Maldonado, Leonidas Rodríguez Figueroa y Enrique Gallegos Venero. Estos oficiales, formados en el CAEM, se dedicaron previamente a estudiar la situación política, social y económica del Perú y concibieron un plan que, a su juicio, superaría la terrible crisis que agobiaba a la nación.
Según Velasco, desde el 28 de abril de 1968 se hallaba redactado el Plan Inca, el plan secreto al que debía ajustarse su gobierno revolucionario, que redactó en colaboración con dichos coroneles, pero solo lo daría a conocer públicamente en 1974.

### El escándalo del Acta de Talara y la Página 11

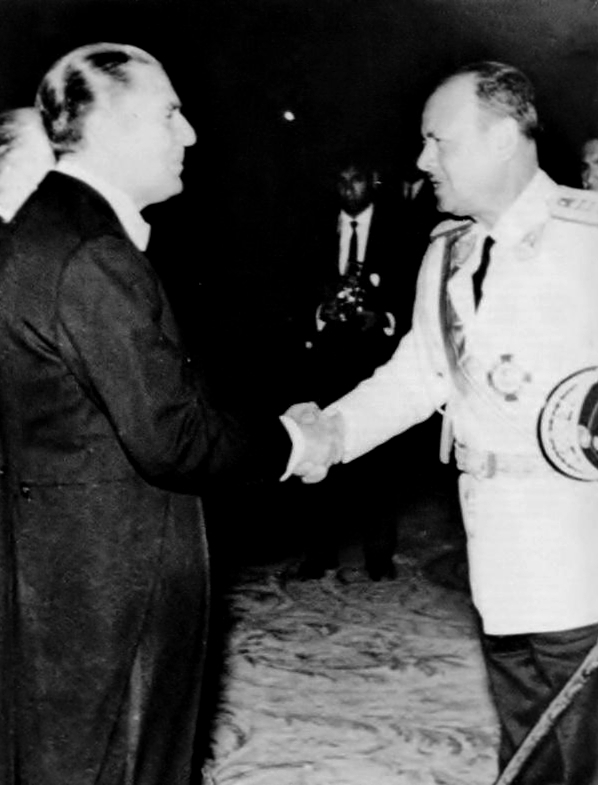
Después de la juramentación de nuevo Gabinete de Belaúnde, presidido por Miguel Mujica Gallo, Velasco despide y estrecha la mano de Belaúnde, horas antes de dar su Golpe de Estado.

Se justificó el golpe de Estado con el antiguo problema de La Brea y Pariñas. Este era el nombre de unos yacimientos petrolíferos situados en el norte y explotados entonces por una compañía estadounidense, la International Petroleum Company (IPC). Durante décadas esta compañía y su antecesora británica se habían negado a pagar al Estado el monto real de los impuestos por explotación, usando a su favor un error inicial de parte del Estado en la medición de las pertenencias que explotaban.
Este viejo litigio tuvo su término el 13 de agosto de 1968 con la suscripción del Acta de Talara, por la cual todos los campos petrolíferos que explotaba la IPC retornaban al Estado peruano, mientras que dicha compañía solo se quedaba con la vieja refinería de Talara. Pronto se habló de manejos ocultos en la operación, que supuestamente beneficiaban a la IPC, y se acusó de “entreguismo” al gobierno de Belaunde. El escándalo estalló cuando se denunció que faltaba una página en el contrato de precios de petróleo crudo entre la estatal Empresa Petrolera Fiscal (EPF) y la IPC (10 de septiembre de 1968). Se especuló si en esa página específica figuraba algún beneficio que de manera furtiva el Estado estaría dando a la IPC. Esa fue el famoso escándalo de la "Página Once", que fue el detonante del golpe de Estado que Velasco encabezaría en menos de un mes.
El mismo Velasco reconoció que el golpe de Estado de octubre de 1968 fue tramado desde inicios de ese año, antes de que estallara el escándalo de la página once, por lo que este no pudo ser su verdadera razón, sino solo el detonante o el pretexto. Se ha discutido por tanto sobre las verdaderas causas del golpe. Mientras que unos sostienen que a los militares les inspiraba un sincero deseo de implantar la justicia social en el Perú, otros han hecho notar que estos, que por tradición eran antiapristas, se adelantaron a impedir la realización de las elecciones generales de 1969, en las que se presagiaba el triunfo de Víctor Raúl Haya de la Torre. Esta última tesis ha sido sostenida por el mismo Belaunde, argumentando que en el fondo, el golpe no iba dirigido contra su gobierno (que estaba por finalizar), sino para evitar que Haya de la Torre llegara al poder.

### El golpe de Estado de 1968

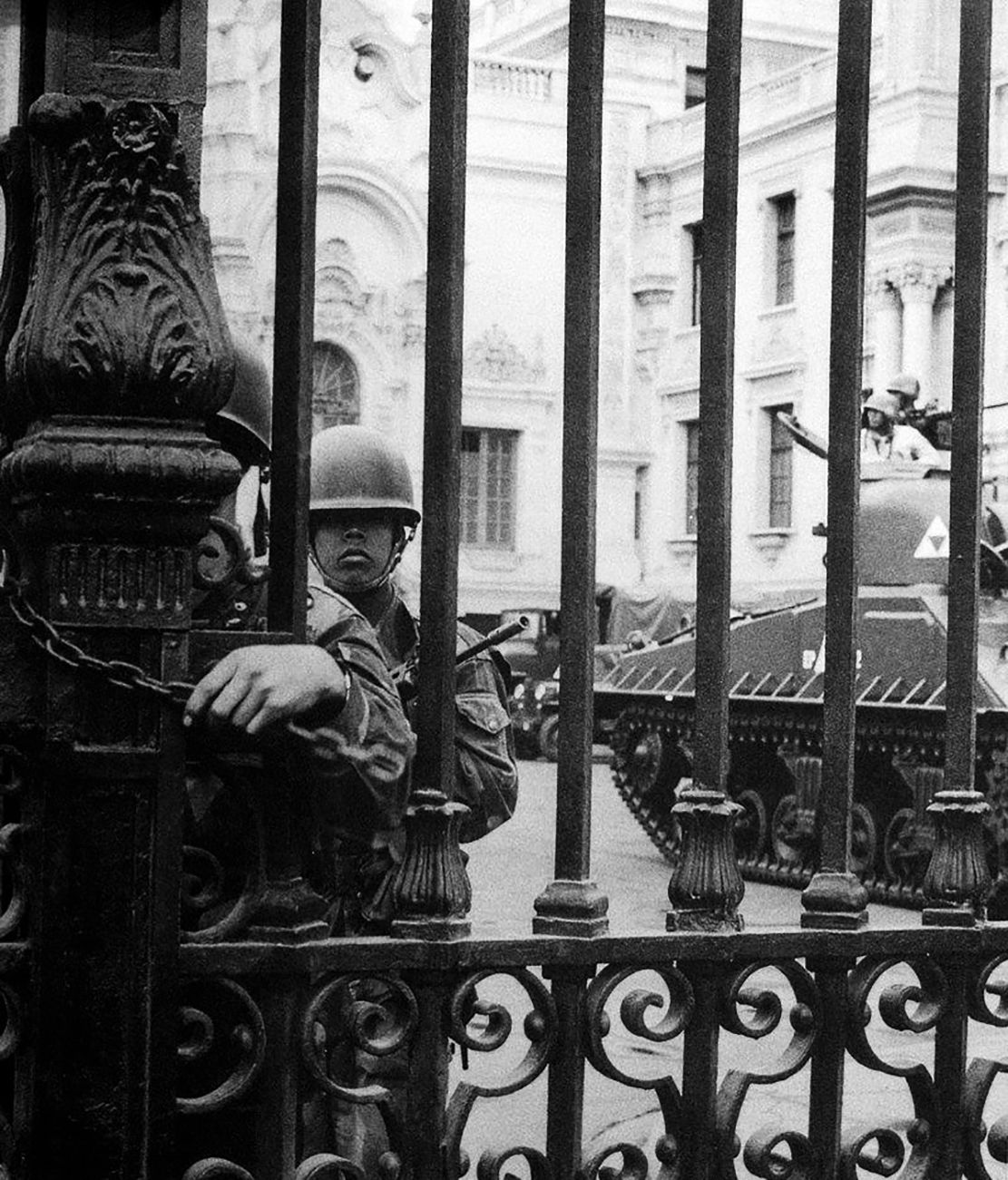
Soldado de Ejército Peruano, encerrando la rejas del Palacio del Gobierno, durante el golpe.

El 2 de octubre de 1968, el general Velasco acudió por la mañana al Palacio de Gobierno y presentó su saludo al presidente Belaúnde, durante la juramentación del gabinete presidido por Miguel Mujica Gallo. En horas de la madrugada del 3 de octubre, tanques de la división blindada rodearon Palacio de Gobierno, así como el Palacio del Congreso. El presidente Belaúnde fue aprehendido y enviado en avión hacia Buenos Aires. El Congreso fue cerrado.
Se consumó así el golpe de Estado, que a decir de los golpistas tenía carácter de “institucional”, es decir que contaba con el apoyo de las Fuerzas Armadas en sus tres armas (Ejército, Marina y Aviación). Sin embargo, después se supo que el golpe había sido planeado por un grupo de oficiales del Ejército encabezados por Velasco, entre los que destacaban cuatro coroneles ya mencionados: Rafael Hoyos Rubio, Jorge Fernández-Maldonado, Leonidas Rodríguez Figueroa y Enrique Gallegos Venero. Los demás miembros de las Fuerzas Armadas, en sus tres ramas, se plegaron posteriormente, al consumarse los hechos.
No obstante, se hizo visible el descontento de algunos oficiales. Como fue el caso del comandante general de la Marina, vicealmirante Mario Castro de Mendoza, que solicitó su pase al retiro, siendo reemplazado por el contralmirante Raúl Ríos Pardo de Zela. Asimismo, el general de división Alejandro Sánchez Salazar, partidario de Belaunde y el segundo en la jerarquía del Ejército, fue obligado a renunciar. Su lugar fue ocupado por el general Ernesto Montagne Sánchez, que pasó a ser el comandante general del Ejército.

## Gobierno

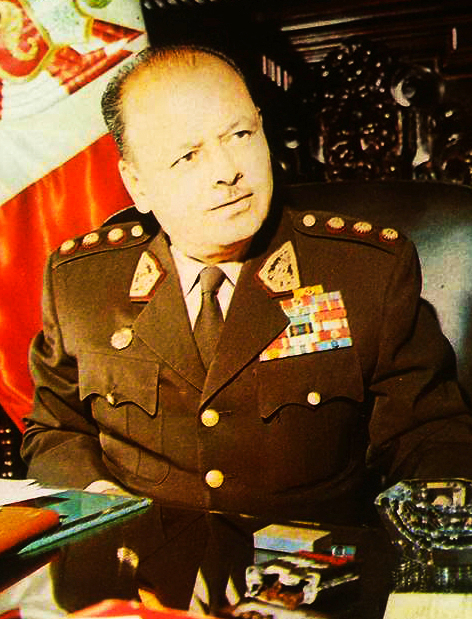
El general Juan Velasco Alvarado en el año 1970.

### Conformación del Gobierno Revolucionario
En el manifiesto que ese mismo 3 de octubre de 1968 dieron los militares, estos trataron de justificar el golpe arguyendo contra el gobierno depuesto su «pseudo solución entreguista dada al problema de La Brea y Pariñas». Acto seguido, se dio el Estatuto que regiría al autodenominado Gobierno Revolucionario de las Fuerzas Armadas. Los comandantes generales: Ernesto Montagne Sánchez (Ejército), Raúl Ríos Pardo de Zela (Marina) y Alberto López Causillas (Fuerza Aérea) se constituyeron en Junta Revolucionaria y designaron al general Juan Velasco Alvarado como Presidente de la República. A diferencia de la Junta Militar de 1962, la Junta Revolucionaria instalada en 1968 no puso un límite al tiempo en que permanecería en el poder. Velasco habló de un “proceso” requerido para llevar a cabo las grandes reformas que el país necesitaba.
El estatuto contemplaba que el presidente de la Junta Militar debía ser un miembro de la Fuerza Armada, sin precisar que estuviera o no en actividad. De modo que cuando Velasco pasó a la situación de retiro el 31 de enero de 1969, se mantuvo en la presidencia, al no haber unanimidad dentro de la Junta para que fuera relevado.
En principio, el gobierno revolucionario declaró sujetarse a la Constitución vigente (la de 1933) y a las demás leyes, pero siempre en cuanto estas «sean compatibles con los objetivos del gobierno revolucionario». En otras palabras, la Constitución y las leyes quedaban subordinadas a los objetivos del gobierno.
Velasco conformó su primer gabinete ministerial con ministros militares; posteriormente ingresarían civiles. Juraron el mismo día del golpe de Estado, el 3 de octubre, a las siete de la noche, luego de la lectura del Estatuto del gobierno revolucionario. Como presidente del Consejo de Ministros y ministro de Guerra fue nombrado el general Ernesto Montagne Sánchez. Los demás comandantes de la Junta pasaron a ser ministros de sus respectivas ramas: Raúl Ríos Pardo de Zela (Marina) y Alberto López Causillas (Aviación). El general Armando Artola Azcárate fue designado como ministro del Gobierno y Policía (cartera que pasó luego a ser denominada “del Interior”); y el general Edgardo Mercado Jarrín fue nombrado como ministro de Relaciones Exteriores.

### La toma de Talara
El 9 de octubre de 1968, se ordenó la toma de las instalaciones de la IPC en Talara, la misma que la realizaron las fuerzas de la Primera Región Militar con sede en Piura, al mando del general Fermín Málaga. Este hecho recibió una gran aprobación del país y ayudó al gobierno a consolidarse en el poder. La fecha del 9 de octubre se celebró a lo largo del gobierno militar como el Día de la Dignidad Nacional (efeméride que fue eliminada con el retorno a la democracia en 1980).

### Reformas y cambios estructurales
En líneas generales, la política de Velasco se enfocó a nacionalizar los sectores claves de la economía por medio de medidas proteccionistas e intervencionistas. Se rodeó de muchos civiles de tendencia socialista y tanto él como el resto de los militares que integraban la Junta y el Consejo de Ministros se consideraban a sí mismos como «progresistas».

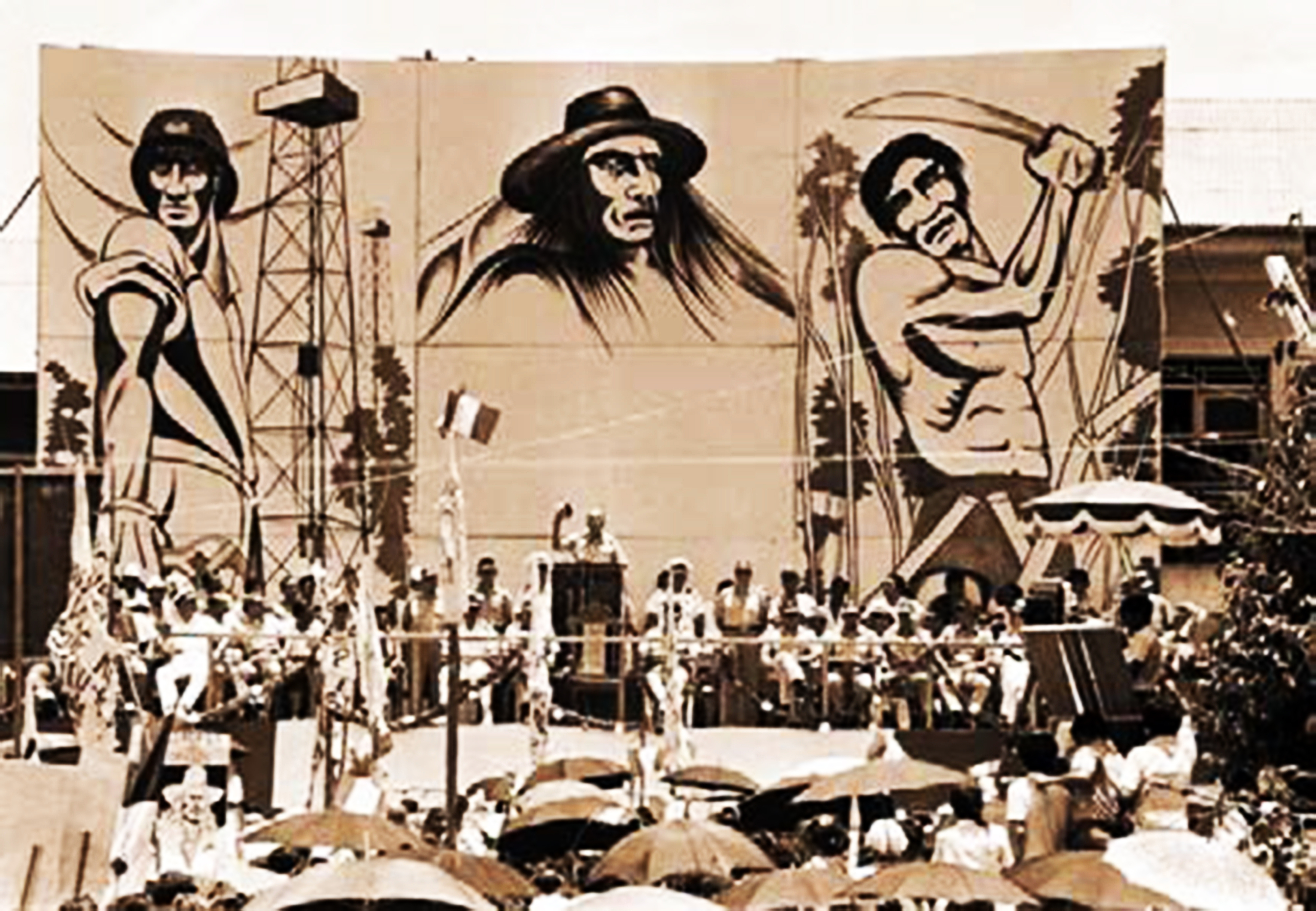
Discurso de miembros del gobierno revolucionario, en la fotografía se puede apreciar la imagen de Túpac Amaru II.

El gobierno nacionalizó sectores clave de la economía, como los bancos, la industria petrolera y los sectores relacionados con la exportación. La pesca, la minería, las telecomunicaciones, la energía, el petróleo, se agruparon en conglomerados estatales (PescaPerú, MineroPerú, Petroperú, ElectroPerú, EntelPerú, etc.); el tipo de cambio y el comercio exterior pasaron a depender del Estado.
La IPC fue expulsada definitivamente del país, y aunque Velasco anunció reiteradamente que no le pagaría ninguna compensación, más tarde el Estado Peruano negoció con el gobierno de Estados Unidos para indemnizar a todas las empresas estadounidenses expropiadas por el gobierno militar. Se firmó al respecto el Convenio De la Flor-Greene, entre el canciller peruano, general Miguel A. de la Flor Valle, y el señor James R. Greene, enviado especial del presidente Richard Nixon. El monto global de la indemnización fue fijado en 76 millones de dólares, de los cuales, más de 23 157 000 fueron para la Standard Oil of New Jersey, de la que era filial la IPC. En cuanto al millonario adeudo tributario que la IPC tenía con el Estado peruano (origen del llamado caso La Brea y Pariñas), no volvió más a mencionarse y por ende, quedó en el olvido.
La piedra angular de la política económica del gobierno fue la reforma agraria, que buscaba un reparto equitativo de la tierra, la distribución racional del agua y la elevación de la dignidad de los campesinos que hasta entonces eran explotados por los grandes propietarios de tierras o hacendados, a veces bajo el sistema feudal. Según una fuente, se redistribuyeron más de diez millones de hectáreas a cerca de 400 mil familias campesinas.
El régimen de Velasco realizó inversiones masivas en educación. Las lenguas quechuas, hablada por casi la mitad de la población pero ignorada hasta entonces por las autoridades, fueron elevadas a un estatus equivalente al del español.

### Orden interno. Control de los medios de comunicación
En el orden interno, su gobierno, que ha sido definido como dictadura, tras asumir los poderes Ejecutivo y Legislativo, tomó el control del Poder Judicial. Destituyó a los miembros de la Corte Suprema y nombró a otros, y estableció el llamado Consejo Nacional de Justicia, al que dio la función de elegir a todos los jueces y vocales. De los diez delegados que conformaban este Consejo, seis eran puestos directamente por el gobierno.
Mantuvo en proscripción al partido Acción Popular, a cuyos líderes obligó a exiliarse. Impuso fuertes restricciones a la libertad de prensa. En su propósito de controlar todos los medios de comunicación, empezó por expropiar y cooperativizar a los diarios Expreso y Extra, de propiedad de Manuel Ulloa Elías, que había sido uno de los prohombres del belaundismo. Adquirió indirectamente el diario La Crónica, a través de la apropiación del Banco Popular del Perú. También impuso su control sobre la radio y la televisión, obligándoles a las empresas a que el Estado tuviera un 50% de su accionariado, que posteriormente llegó al 100%. Finalmente, en la medianoche del 27 de julio de 1974, expropió todos los diarios de la capital que aún quedaban libres.

### Política exterior
En política exterior, a diferencia de las dictaduras militares latinoamericanas de la época, en su mayoría de derechas, estableció relaciones diplomáticas con la URSS, Cuba, China y otros países del bloque socialista. Adquirió material militar soviético y francés para modernizar el ejército peruano. Esto le valió la hostilidad de Estados Unidos, que respondió con presiones comerciales, económicas y diplomáticas. En 1973, el Perú pareció superar el bloqueo financiero impuesto por Washington al negociar un préstamo del Banco Interamericano de Desarrollo para financiar su política de desarrollo agrícola y minero.[cita requerida]
En el ámbito subcontinental, el Perú fue uno de los impulsores del proceso de integración andina, al suscribir el Acuerdo de Cartagena de 1969, que creaba el llamado Pacto Andino, actual Comunidad Andina. Las relaciones con Chile se deterioraron bruscamente tras el golpe de Estado ocurrido en dicho país en 1973. Como resultado, Velasco Alvarado diseñó planes sobre una posible invasión a este país.

### Obras principales
- Nacionalizó la Banca Nacional desde el inicio de su gobierno, cuando el 31 de diciembre de 1968 se dio el decreto ley 17330 dispuso que el 75% del accionariado debía estar en manos de peruanos.[23]
- Nacionalizó algunos de los recursos mineros del país: expropió los yacimientos petrolíferos de Talara (de la IPC), así como las explotaciones e instalaciones de Cerro de Pasco Corporation y Marcona Mining. Surgieron diversas empresas estatales: PetroPerú (Petróleos del Perú), Centromin Perú (encargada de la actividad minera metalúrgica de la zona central del Perú), Hierro Perú (para Marcona) y Sider Perú (para la siderúrgica de Chimbote).[35]
- Por decreto ley 17716 dado el 24 de junio de 1969, se dispuso una reforma agraria en todo el país con el objetivo de poner fin al sistema de tenencia de la tierra de la oligarquía terrateniente. En dicha fecha se celebraba el Día del Indio, que pasó a denominarse Día del Campesino. La reforma afectó a los latifundios de la sierra, pero también a los complejos agroindustriales de la costa. Los campesinos recibieron las tierras, pero su administración se encomendó inicialmente a tecnócratas y algunos oficiales del ejército en servicio o retirados. Más tarde se crearon sistemas corporativos de tenencia: las Sociedades Agrícolas de Interés Social (SAIS) y las Cooperativas Agrarias de Producción (CAPS), sin estar debidamente capacitadas para administrarlas, lo que causó un descenso en la producción agrícola.[27][36][37]
- Por ley de 28 de marzo de 1969 se estableció que la extracción de los recursos pesqueros era de interés social y de necesidad pública. En 1970 se creó la empresa estatal Empresa Pública de Servicios Pesqueros (EPSEP). Se creó también el Ministerio de Pesquería. La pesca se orientó hacia el consumo humano.[38] Con ello se mejoró la alimentación de la población, puesto que, por ejemplo, el pescado de mar que nunca había llegado fresco a los andes peruanos, llegaba ahora en carros refrigerados de la empresa pesquera estatal.[39]
- En mayo de 1973 se estatizó la industria pesquera (harina y aceite de pescado), creándose la empresa estatal PescaPerú. Previamente, había sido asesinado de manera misteriosa el empresario Luis Banchero Rossi, el más importante de los industriales pesqueros del Perú. El nuevo sistema provocaría el colapso de la industria pesquera (harina y aceite de pescado), que hasta entonces había sido la primera del mundo, a tal punto que bajo el gobierno de Morales Bermúdez se tuvo que volver a privatizarla.[40][41]
- Para distribuir los alimentos producidos por las cooperativas agrarias creadas por la revolución, se creó el Ministerio de Alimentación, que entró en funciones en enero de 1975. Se orientó a gestionar convenios para importar alimentos para el país.[42]
- La reforma del sector industrial se hizo por medio de la Ley General de Industrias, que creó la Comunidad Industrial. Esta involucraba a todos los trabajadores de una empresa, los cuales en teoría debían participar en las utilidades, en la gestión y la administración de la misma.[43][44]
- Impuso un control directo del Estado sobre las telecomunicaciones. Se creó la Empresa Nacional de Telecomunicaciones (EntelPerú), encargada de establecer y regular los servicios de telecomunicaciones. La Compañía Peruana de Teléfonos fue expropiada y el Estado asumió una participación mayoritaria en la Radio y la Televisión, inicialmente en un 51% del accionariado; posteriormente abarcó el 100%.[45]
- Creó las Empresas de Propiedad Social (EPS), nuevo modelo empresarial, inspirado en el modelo de autogestión del yugoslavo Josip Broz Tito. De acuerdo a ley, estas empresas pertenecían al conjunto de trabajadores, aunque sin corresponderles derechos de propiedad individual o de grupo: solo propiedad social. Los trabajadores tenían derecho a intervenir en la gestión y beneficios de la empresa.[46][38] Su puntal financiero era el Fondo Nacional de Propiedad Social (FONAPS).
- Tras la decisión de los Estados Unidos de suspender la venta de armas al Perú, Velasco decidió equipar a las Fuerzas Armadas con moderno armamento comprado a la Unión Soviética, a tal punto que el Perú se convirtió en una de las mejores naciones armadas de América Latina.[36][47] El Servicio de Inteligencia Nacional (SIN) mantuvo relaciones de cooperación, colaboración e intercambio de información con la KGB rusa.[48]
- Con el fin de movilizar organizadamente a la población y controlar las movilizaciones sociales, creó en 1972 el Sistema Nacional de Apoyo a la Movilización Social (SINAMOS), que pronto actuó como una entidad política al servicio del gobierno revolucionario.[49] Pasaron a formar parte del SINAMOS algunos intelectuales progresistas y cuadros de izquierda, como fue el caso del exguerrillero del ELN, Héctor Béjar, quien fue nombrado director del área juvenil del SINAMOS. Otros directivos del SINAMOS fueron Carlos Delgado (exaprista), Carlos Franco, Hugo Neira, Jaime Llosa, etc.[50]
- En el ámbito internacional, el gobierno de las Fuerzas Armadas promovió una política de no alineación, bajo el lema «ni con el capitalismo ni con el comunismo». En los hechos, la ruptura con los Estados Unidos implicó alianzas con casi todos los países del llamado bloque socialista.[33]
- Estableció relaciones diplomáticas con la Unión Soviética, la República Popular China, con Hungría, Bulgaria, Alemania del Este, Yugoslavia, Polonia y Corea del Norte. El primer embajador en la URSS fue Javier Pérez de Cuéllar, que después llegó a ser secretario general de las Naciones Unidas entre enero de 1982 y diciembre de 1991.[51]
- En el ámbito sudamericano, continuó apoyando la política de integración de los países andinos iniciada por Belaunde. En mayo de 1969, el Perú suscribió con Bolivia, Colombia, Chile y Ecuador el Acuerdo de Cartagena, origen del llamado Pacto Andino, actual Comunidad Andina. En 1973 se unió a ella Venezuela, mientras que Chile se retiró en 1976.[33]
- El 24 de marzo de 1972, se promulgó una Ley General de Educación, cuya finalidad era triple: «a) extender las oportunidades educacionales a todos los peruanos; b) propender a la creación del “hombre nuevo” (crítico, participativo y solidario); y c) establecer un nuevo sistema educativo: educación inicial, educación básica y educación superior». La ley estableció también varias modalidades educativas.[52]
- La reforma educativa de 1972 previó una educación bilingüe para los peruanos, sobre todo usuarios de lenguas nativas, que componían casi la mitad de la población.[53] En 1973 se dio el Reglamento de Educación Bilingüe[54] y, el 27 de mayo de 1975, por Decreto Ley N.º 21156, se reconoció al quechua, a la par con el español, como lengua oficial de la República.[28] Ya bajo el gobierno de Morales Bermúdez, se aprobó el alfabeto básico general del quechua por Resolución Ministerial N.º 4023 de 16 de octubre de 1975.[29] En 1976, se editaron seis gramáticas y sus respectivos diccionarios para los diversos dialectos del quechua.
- En 1974, se dio la Ley de Comunidades Nativas y Promoción Agraria de las Regiones de la Selva Alta y Selva Baja, que otorgó a dichas comunidades la jurisdicción colectiva sobre el territorio y sus recursos.[55]
- Igualó los derechos de los llamados hijos naturales (nacidos fuera del matrimonio), desterrando para siempre del ordenamiento jurídico la diferenciación entre hijos “legítimos” e “ilegítimos”, lo que sería después plasmado en la Constitución de 1979.[56]
- Realizó un conjunto de obras en beneficio de su tierra natal: la restitución al departamento de Piura de terrenos que se hallaban incluidos sin aparente razón en el de Lambayeque; el proyecto Chira-Piura; la construcción de una planta de fertilizantes en Talara; el complejo pesquero de Paita; la modernización de la refinería de petróleo de Talara; la creación del comité ejecutivo del complejo Bayóvar; y la construcción de una planta de solventes para producir alcohol isopropílico y acetona en Talara.[4]

### Colapso gubernamental

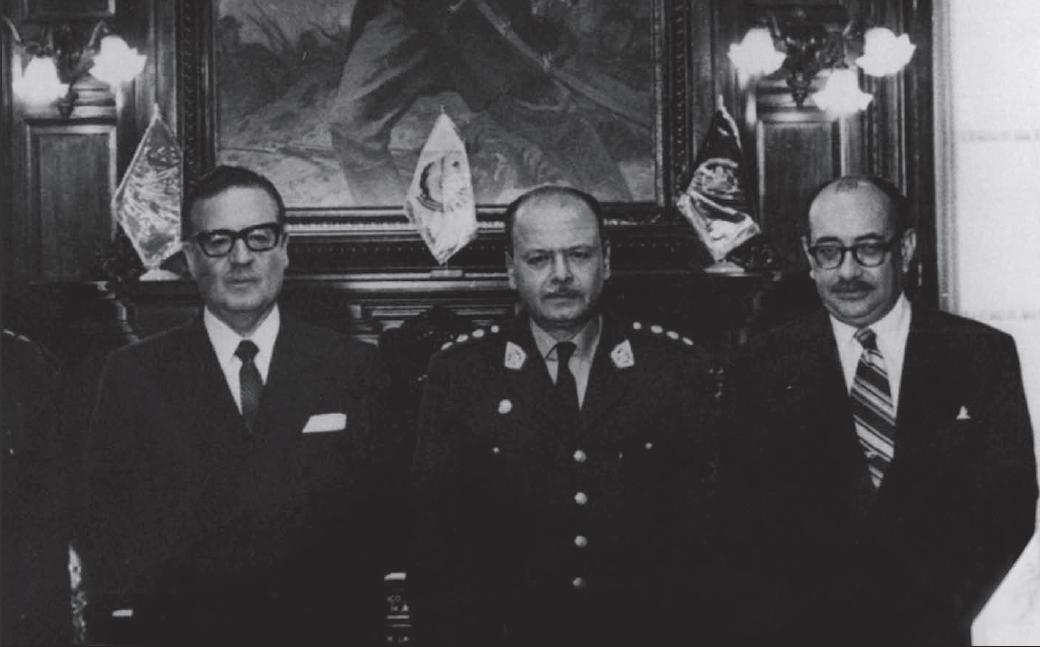
Visita oficial a Perú en 1970 del presidente chileno Salvador Allende.

Las grandes reformas emprendidas fueron relativamente ineficaces, a pesar de cierta mejora del nivel de vida de las clases trabajadoras y del desarrollo industrial. 
Las políticas seguidas con respecto a las industrias pesqueras y agrícolas tuvieron un fuerte impacto negativo. La anchoveta, clave en el ecosistema marino del país, atravesó por una sobrepesca realizada por PescaPerú. A pesar de que la producción alcanzó niveles récord en los primeros años, la sobreexplotación de esa especie marina y los efectos del fenómeno de El Niño de 1973 provocaron un fuerte descenso de la misma.
Otra razón para el colapso de la industria pesquera fue que, a diferencia del sistema privado en que la empresa pagaba a los trabajadores solo si obtenían buena pesca, en el sistema estatal se les pagaba pescaran o no. Ello ocasionó muchas pérdidas. Tan crítica llegó a ser la situación, al punto que bajo el gobierno de Morales Bermúdez se tuvo que volver a privatizar la industria pesquera. Pero tal había sido el impacto, que el país solo pudo recuperar un nivel de actividad adecuado más de diez años después.
La reforma agraria, de carácter ambicioso, fue mal ejecutada. Los antiguos propietarios se opusieron a la confiscación dado que los bienes expropiados se pagaron con bonos no negociables que corrían el riesgo de perder todo su valor con la inflación. Con la reforma surgieron miles de explotaciones o minifundios sin capital, lo que perturbó la producción agrícola. Además, los canales de distribución eran objeto de sabotaje, especulación y contrabando, lo que provocaba periódicamente escasez y racionamiento.[cita requerida] A lo largo de todo el gobierno militar, la producción agrícola se estancó o decreció. De exportador de papas, el Perú pasó a ser importador. Pero el más sensible colapso fue el de la industria azucarera, hasta entonces uno de los pilares de la economía peruana.
En cuanto a la política económica y monetaria, su mal manejo desató la crisis inflacionaria. Sin haberse aumentado la producción, se aumentaron los gastos del Estado: incremento de los ministerios y de la burocracia estatal; multiplicación de empresas públicas que trabajaban a pérdida, la misma que era resarcida por la caja fiscal; y subsidios a la gasolina y a los productos de primera necesidad. Todo lo cual aumentó el déficit presupuestal, por lo que se recurrió a la emisión inorgánica de billetes. Esto a la vez desató la inflación y la devaluación de la moneda. Para evitar la fuga de divisas, se impuso el control de cambios, abandonándose así el libre cambio que regía desde 1950. Pero no se logró evitar esa fuga; para 1975, el déficit fiscal era de 1500 millones de dólares, mientras que las reservas del Banco Central eran de apenas 800 millones. Estas, tras la caída de Velasco, desaparecerán o se convertirán en reservas negativas. El costo de vida se disparó.
Factores externos influyeron también en la crisis. La crisis de 1973, con la violenta alza del petróleo paralela a la guerra de Yom Kipur, afectó mucho a la economía peruana, que era un importador neto de petróleo. El endeudamiento se convirtió en la única manera en que el Perú pudo paliar a corto plazo la crisis, comprometiendo así su futuro.
En 1973, cuando la crisis económica ya era evidente, Velasco sufrió un grave colapso de salud. El 22 de febrero de ese año fue hospitalizado de urgencia. Se creyó al principio que había sufrido un infarto o un derrame cerebral, pero luego se anunció que había sufrido una hemorragia interna. Un aneurisma le había provocado la ruptura de la aorta abdominal. Fue sometido a dos intervenciones quirúrgicas. El 10 de marzo se le amputó la pierna derecha. La junta revolucionaria anunció en ese momento que las obligaciones del presidente de la República eran asumidas por el presidente del Consejo de Ministros Edgardo Mercado Jarrín. Pero a fines de ese mismo mes, Velasco reasumió sus funciones, aunque muy disminuido físicamente. No obstante, recuperó el poder, que ya muchos le daban por perdido.
Sectores extremistas cercanos a Velasco pedían una radicalización que oficialmente orientara al país de manera definitiva hacia el socialismo y el marxismo. Influenciado por esos sectores, el gobierno decidió confiscar los medios de comunicación. En la medianoche del 26 al 27 de julio de 1974, fueron ocupadas las sedes de los últimos diarios limeños que aún mantenían su autonomía: La Prensa (de propiedad de Pedro Beltrán), Última Hora (vespertino que se imprimía en los mismos talleres de La Prensa), El Comercio (de propiedad de la familia Miró Quesada), Correo y Ojo (ambos de propiedad del empresario pesquero Luis Banchero Rossi). De acuerdo con el Gobierno, estos diarios fueron puestos a manos de «sectores organizados» de la población, pero en la práctica fueron entregados a empleados serviles al régimen. Las cadenas de radio y televisión, por su parte, ya habían atravesado cambios de gestión en los primeros años del gobierno de Velasco, al asumir este la mayor parte de sus acciones.
Este atropello a la libertad de prensa originó que por primera vez surgieran en las calles de Lima manifestaciones populares contra el régimen velasquista. Los días 28 al 30 de julio, varios jóvenes del distrito de Miraflores salieron a las calles a protestar. Más de 400 manifestantes fueron detenidos. El aparato propagandístico del gobierno ridiculizó la protesta y la calificó de «pituca» u «oligárquica».
El 1 de febrero de 1975, ocurrió en Lima una huelga de policías, quienes se manifestaron por los maltratos que sufrían dentro del aparato estatal de seguridad y exigían un incremento de sus sueldos. Se acuartelaron pacíficamente en la emisora Radio Patrulla, ubicada en la avenida 28 de Julio en el centro de Lima. En la medianoche de 4 a 5 de febrero, fueron atacados por las tropas y unidades blindadas del Ejército. Muchos policías huyeron; otros se rindieron ante los soldados. Hubo un número indeterminado de muertos y heridos.
En la mañana del 5 de febrero de 1975, estalló una protesta popular. Velasco denunció que el APRA, la CIA y la extrema izquierda se encontraban detrás de las protestas. Los manifestantes recorrieron la ciudad e incendiaron el Casino Militar de la Plaza San Martín, el local del diario Correo y las oficinas de SINAMOS. El Ejército salió a la calle, y en el transcurso de la tarde y la noche de ese mismo día, reprimió las protestas de forma violenta con un número indeterminado de víctimas. El Gobierno suspendió las garantías constitucionales e impuso un toque de queda. El saldo oficial fue de 86 muertos, 155 heridos, 1012 detenidos y 53 policías enjuiciados.. Se restituyó así el orden, pero para la población, la imagen de Velasco y de su régimen se encontraban ya menoscabadas.

### Acusaciones de corrupción
Varios militares que eran miembros del gobierno de Velasco enfrentaron acusaciones de corrupción. Estas acusaciones venían desde la época del gobierno de Belaúnde, en el marco del escándalo de contrabando. En el Congreso de 1968 se había instalado incluso una comisión parlamentaria presidida por el aprista Héctor Vargas Haya, que develó la participación de altos mandos militares en dicho caso. A pocos días de consumarse el golpe de Estado de Velasco, un destacamento del ejército ocupó el Congreso y confiscó la documentación de la investigación sobre el contrabando. Vargas Haya llegó incluso a sostener que el verdadero móvil del golpe había sido ocultar para siempre las evidencias del contrabando que involucraban al mismo Velasco, e impedir que el APRA llegara al poder en 1969.
Si bien los juicios contra esos militares involucrados en contrabando continuaron bajo el gobierno de Velasco, se sabe que los allegados al presidente, pertenecientes a la rama del ejército, fueron mayormente absueltos o sentenciados de manera blanda. Mientras que los miembros de la marina, que eran adversos a Velasco, no tuvieron la misma suerte e incluso fueron expulsados de su institución.
Varios familiares de los funcionarios del régimen habrían sido también favorecidos por becas de estudios a países de Europa del Este, tanto durante el gobierno de Velasco como en el posterior de Morales Bermúdez.[cita requerida]

### Golpe de Estado de 1975
El 29 de agosto de 1975, el general Francisco Morales Bermúdez, entonces Presidente del Consejo de Ministros y designado como posible sucesor de Velasco, lideró un golpe de Estado ejecutado desde la ciudad de Tacna (de allí, el nombre de «el Tacnazo»). Morales Bermúdez justificó esta maniobra por la mala situación económica que atravesaba el país y la deteriorada salud de Velasco.
En la tarde de ese mismo día, Velasco abandonó Palacio de Gobierno y se marchó pacíficamente a su residencia de Chaclacayo. Oficialmente, se le consideró «relevado» del alto mando. No hubo manifestación alguna a su favor.

### Balance de su gobierno
El régimen velasquista tuvo como objetivo cambiar las estructuras de la sociedad peruana, que en esa época era desigual y subdesarrollada; en parte lo consiguió aunque cometiendo errores. De todos modos, el país empezó a entrar en un proceso de transición con miras a su mejoramiento.
En el aspecto político, controló los poderes ejecutivo y legislativo, y marginó a los partidos políticos, que no tuvieron la capacidad de enfrentárseles.
En el aspecto social, rompió para siempre el «espinazo del poder de la oligarquía peruana» (frase del mismo Velasco), a la cual redujo considerablemente. Muchos de los miembros de esa oligarquía abandonaron el país para siempre. Los poderosos “barones” del azúcar y del algodón nunca más recuperaron sus antiguos predios.
En el campo económico, el velascato incrementó la participación del Estado en escalas nunca vistas hasta entonces. En 1975 controlaba el 31% de las empresas, el 75% de las exportaciones, el 66% del crédito bancario, el 50% de la inversión fija y el 33% del empleo en el sector empresarial. Dicho modelo se mantendría a lo largo de los años 1980 y sería al final revertido en los años noventa. No obstante, fue el cambio más importante de la economía peruana desde 1890.
En el plano sociocultural, el discurso velasquista realzó a los sectores populares del Perú. Gracias a ello, muchos peruanos dejaron de sentirse inferiores o acomplejados por ser de origen andino o afroperuano.

## Muerte

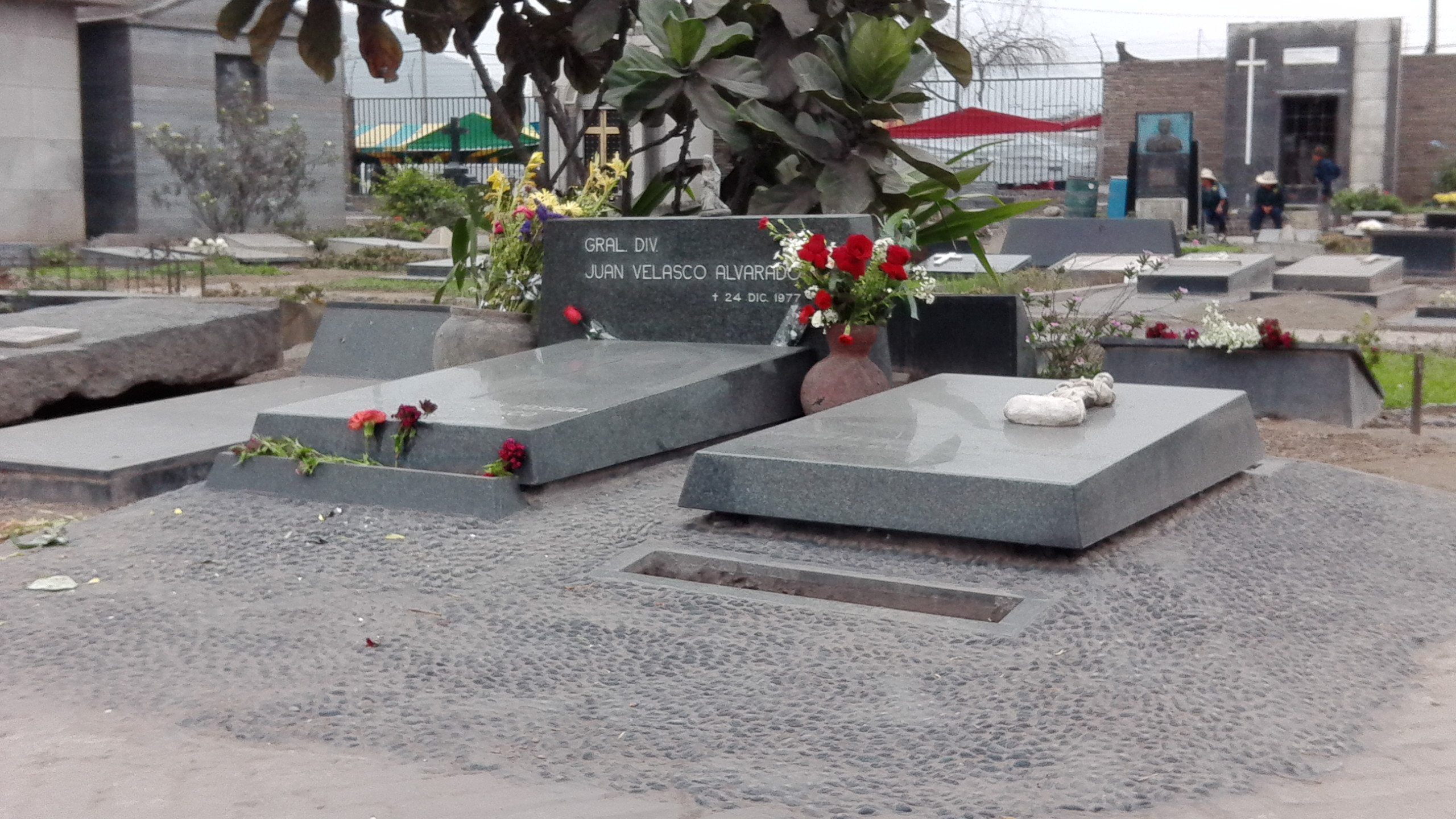
La tumba de Velasco Alvarado; en el cementerio El Ángel de Lima.

En sus últimos años, Velasco vivió una especie de reclusión voluntaria, sin dejar herederos políticos. En abril de 1976, viajó a los Estados Unidos para seguir tratamientos en el Centro Médico Militar Nacional Walter Reed de Bethesda, Maryland. El 26 de julio del mismo año sufrió de un derrame cerebral tras una fuerte subida de tensión sanguínea que le dejó parcialmente paralizado el cuerpo. Debido a ello, Velasco fue internado en el Hospital de la Universidad de Georgetown en Washington D. C.
En octubre de 1977 fue operado nuevamente en los Estados Unidos para evitar otro aneurisma en la aorta torácica.  En noviembre, le fue extirpado un quiste pancreático; sin embargo, sufrió de intensas hemorragias que obligaron a una operación de urgencia. Falleció en el Hospital Militar de la ciudad de Lima, el sábado 24 de diciembre de 1977, luego que los médicos declararan una septicemia incontenible.
El 25 de diciembre, el Gobierno decretó que Velasco sería enterrado con honores de Presidente de la República del Perú y que el día 26 sería día de duelo nacional, el cual se consideraría feriado. La misa de honras fúnebres fue celebrada por el cardenal Juan Landázuri Ricketts y luego se trasladó el cuerpo por el Centro de Lima hasta el cementerio, con gran cantidad de población acompañando a los altos mandos militares. El presidente del Consejo de Ministros, general Guillermo Arbulú Galliani fue el encargado de dar un discurso en el cementerio de parte del gobierno.
Durante el desplazamiento, más de veinte organizaciones de sindicatos, encabezadas por la Confederación Nacional Agraria convocaron a obreros, estudiantes y gremios para acompañar el sepelio.
Sus restos reposan en el Cementerio El Ángel de Lima. El 15 de junio de 1980, su tumba fue objeto de un atentado perpetrado por Sendero Luminoso, en la que sería una de sus primeras acciones en el marco del Terrorismo en el Perú.

## Legado

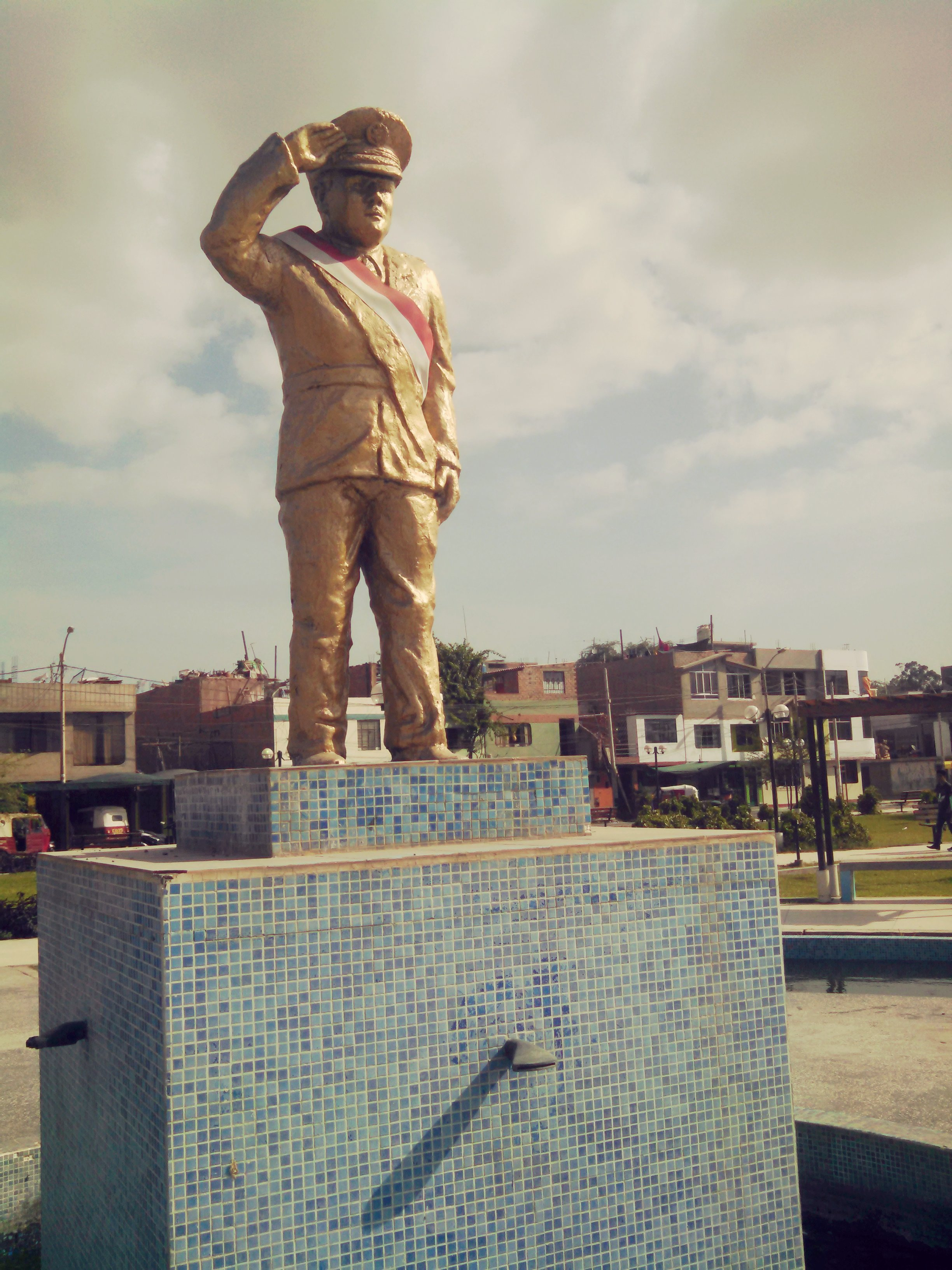
Estatua de Juan Velasco Alvarado en la Urbanización La Palma, en Ica.

La imagen de Velasco se mantendría como un importante referente del reformismo militar peruano de la década de 1970. Algunos de sus principales lugartenientes, encabezados por el general Leonidas Rodríguez Figueroa, fundaron el Partido Socialista Revolucionario (PSR), inspirado netamente en el proyecto velasquista. Dos meses después de su conformación sus cabecillas fueron deportados a Panamá y México, permitiéndose su regreso para las elecciones de la Asamblea Constituyente. Obtuvo 232 520 votos, cerca del 6.6% del cómputo total, lo que le dio seis curules.
El PSR fue parte de la Izquierda Unida, formada en 1980 y que era una alianza que integraba a las diversas organizaciones socialistas peruanas, ubicadas políticamente a la izquierda.

### Homenajes

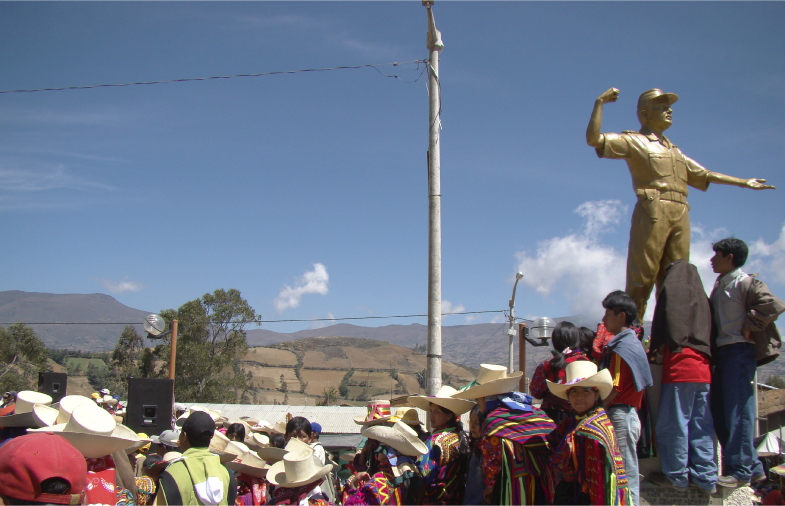
Estatua de Velasco Alvarado en la plaza de Uyurpampa, distrito de Incahuasi.

Una avenida principal del populoso distrito limeño de Villa El Salvador lleva el nombre de Juan Velasco Alvarado. En medio de la misma se dedicó un espacio para elevar un obelisco con cuatro elementos: el busto de Velasco, un relieve de las familias fundadoras, el escudo de la CUAVES y el escudo de la Municipalidad de Villa El Salvador. En 2009 fue desmontado todo el conjunto durante unas obras municipales realizadas en la avenida. El busto fue restituido ante el reclamo de la comunidad, aunque variándose el diseño original del conjunto, prescindiéndose del obelisco y del escudo de la municipalidad.
También existen monumentos a Velasco en el óvalo de ingreso a El Pedregal, capital del distrito de Majes, y en una plaza de la urbanización La Palma en Ica. Igualmente, existe un monumento a Velasco en la plaza de Uyurpampa, distrito de Incahuasi, tributo dado por la comunidad campesina lugareña beneficiada por la reforma agraria.
Varios colegios de la República llevan el nombre de Juan Velasco Alvarado. En Lima destacan la IE 0171-01 de San Juan de Lurigancho y la IE 2100 de Comas.

### Crítica
Muchos sectores sociales y políticos muestran rechazo o incomodidad frente a la obra de su gobierno, sobre todo por su cercanía con la izquierda política, las consecuencias económicas de la reforma agraria y otras medidas estatistas, o el impacto cultural del régimen.
Sobre su orientación política, Velasco siempre remarcó su orientación “no capitalista y no comunista”. Los ideólogos de la denominada “revolución peruana” afirman que Velasco optó por la tercera vía, que consistía en transformar radicalmente la sociedad a través de un nuevo y vigoroso Estado, guiado por una actitud nacionalista, antioligárquica, humanista y revolucionaria. Su deseo era eliminar tanto la dependencia externa como la interna, esta última ejercida por una pequeña élite denominada oligarquía. Velasco negó en reiteradas ocasiones que su revolución fuera marxista-leninista; si bien fue apoyado por un sector de la izquierda, el sector más extremo de esta (que luego desembocaría en Sendero Luminoso) fue siempre su opositor.
En cuanto a la reforma agraria, si bien muchos señalan sus resultados negativos en el aspecto económico, otros analistas resaltan su impacto positivo en el aspecto social, en lo que significó la reivindicación de tres millones de campesinos que vivían en condiciones de servidumbre. Hacen notar que el problema agrario se venía arrastrando desde los albores de la República sin darse soluciones políticas y que amenazaba con un estallido social de gran magnitud. Hugo Neira cree incluso que de no haberse dado la reforma agraria, Sendero Luminoso habría ganado la guerra al Estado peruano, pues habría encontrado un campo propicio de descontento social.

## Distinciones y condecoraciones

### Condecoraciones peruanas
- Gran Maestre de la Orden El Sol del Perú ( Perú).
- Gran Cruz de la Orden Militar de Ayacucho ( Perú).
- Orden al Mérito por Servicios Distinguidos ( Perú).

### Condecoraciones extranjeras
- Collar de la Orden de Isabel la Católica ( España, 1970).
- Collar de la Orden del Libertador San Martín ( Argentina, 1971).
- Orden al Mérito de Chile ( Chile, 1972).
- Collar de la Orden del Cóndor de los Andes ( Bolivia, 1974).
- Gran Collar de la Orden del Libertador con la espada de Simón Bolívar ( Venezuela, 1974).
- Collar de la Orden de la Estrella de Rumanía ( Rumania, 1974).